# Grisselklobben (Vårdö, Åland)
Grisselklobben är ett skär i Åland (Finland). Det ligger i Skärgårdshavet och i kommunen Vårdö i landskapet Åland, i den sydvästra delen av landet. Ön ligger omkring 43 kilometer nordöst om Mariehamn och omkring 250 kilometer väster om Helsingfors.
Öns area är 4 hektar och dess största längd är 370 meter i nord-sydlig riktning. Trakten är glest befolkad. Närmaste större samhälle är Vårdö, 18,2 km söder om Grisselklobben.